# Jean-Sébastien Steyer
Jean-Sébastien Steyer, né en octobre 1972 à Belfort, est un paléontologue français du Centre national de la recherche scientifique, habilité à diriger les recherches au Muséum national d’Histoire naturelle, à Paris.

## Biographie
Passionné de paléontologie dès son plus jeune âge, Jean-Sébastien Steyer effectue des études de géologie et biologie dans les Universités de Grenoble et Dijon. Après un DEA à l’Université de Montpellier (1996) et un service civil, il obtient un Doctorat de paléontologie au MNHN (2001) récompensé par le Prix Van Straelen de la Société géologique de France. En 2001 et 2002, il est Attaché temporaire d’enseignement et de recherche à Lille et Poitiers, puis chercheur postdoctoral à l’Université Charles de Prague et à l’Académie tchèque des sciences, avec une bourse européenne Marie Curie. Il devient Chargé de Recherches au CNRS en 2003, puis habilité à diriger les recherches en 2017[réf. nécessaire].
Spécialiste de l’évolution des faunes d’avant les dinosaures, il est connu pour ses découvertes dans le Permien et le Trias africain  ainsi que pour ses ouvrages et conférences sur la paléontologie et les sciences dans la Science-fiction. 
Il enseigne ou a enseigné à l’École nationale supérieure de géologie, l’École normale supérieure de Lyon et dans les universités de Montpellier, Paris, Lille, Poitiers et Lisbonne. 
Investi dans la vulgarisation scientifique, Jean-Sébastien Steyer est chroniqueur pour les revues Pour La Science, Espèces, et Bifrost. Ancien pigiste pour Charlie Hebdo, il participe à de nombreux évènements, expositions et documentaires scientifiques. Il fait aussi partie de l’équipe Sanctuary dont le but est d’envoyer des messages artistiques et scientifiques sur la Lune. 
En 2020, il soutient la vidéothèque scientifique Ideas in Science dans une vidéo pour son financement participatif.

## Publications
Jean-Sébastien signe des ouvrages grand public :
- Jean-Sébastien Steyer (ill. Alain Bénéteau), La Terre avant les dinosaures, Paris, Belin, coll. « Bibliothèque scientifique », 2009, 203 p. (ISBN 978-2-7011-4206-7).
- Jean-Sébastien Steyer, Pierre Bordage, Jean-Paul Demoule et Roland Lehoucq, Exquise Planète, Paris, Odile Jacob, coll. « Oj.Sciences », 2014, 190 p. (ISBN 978-2-7381-3065-5).
- Jean-Sébastien Steyer, Demain les animaux du Futur, Paris, Belin, coll. « Belin sciences », 2015, 144 p. (ISBN 978-2-7011-5886-0).
- Jean-Sébastien Steyer et Roland Lehoucq (ill. Marc Boulay), Combien de doigts a un extraterrestre ? : Le bestiaire de la SF à l’épreuve des sciences, Paris, Belin, coll. « Science à plume », 2016, 235 p. (ISBN 978-2-410-00261-4).
- Jean-Sébastien Steyer, Mary Sterb, Bertrand Loyer et Emma Baus, Les mondes perdus. Une nouvelle préhistoire, Grenoble/Issy-les-Moulineaux, Glénat, coll. « Oj. Sciences », 2016, 190 p. (ISBN 978-2-344-01798-2).
- Jean-Sébastien Steyer, Roland Lehoucq, Loïc Mangin, Tolkien et les sciences, Belin, 2019, 400p  (ISBN 978-2410000757)
- Jean-Sébastien Steyer et Arnaud Rafaelian, Anatomie comparée des espèces imaginaires, de Chewbaca à Totoro, Le Cavalier bleu, 2019, 130 p. (ISBN 979-1031803500).
- Jean-Sébastien Steyer et Arnaud Rafaelian, Anatomie comparée des espèces imaginaires, Nouvelle édition, Le Cavalier bleu, 2022, 184 p. (ISBN 979-1031805320).

## Expositions
Jean-Sébastien Steyer participe à la réalisation d’expositions en tant que conseiller ou commissaire scientifique :
- Terre et Vie, une enquête scientifique (Universcience/Palais de la découverte) ;
- Valérian et Laureline en mission pour la Cité (Universcience/Cité des sciences et de l’industrie) ;
- Demain, les Animaux du Futur (Muséum-aquarium de Nancy, Festival International Photo Nature, Utopiales) ;
- Another World (Festival International Photo Nature);
- L’Auvergne sous les tropiques (Paléopolis).
- Timeworld Event.
- Anatomie comparée des espèces imaginaires, Musée du château des ducs de Wurtemberg à Montbéliard, septembre 2022 à mars 2023[11].

## Documentaires
Jean-Sébastien Steyer participe à des documentaires scientifiques en tant que conseiller :
- Les Mondes perdus – Qui a tué les insectes géants (St Thomas Productions)[12]
- La Vie avant les dinosaures (Claude Delhaye, CNRS)[13]
- Les forçats des fossiles (Claude Delhaye et Didier Boclet, CNRS)[14]